# Clube Nacional de Benguela
Clube Nacional de Benguela ist ein Fußballverein aus der Stadt Benguela. Sein Vereinslogo ist ein Elefant, seine Vereinsfarben sind schwarz-weiße Streifen.

## Geschichte
Der Verein wurde 1920 als Sports Clube Portugal de Benguela gegründet. Er gewann die Meisterschaft der portugiesischen Überseeprovinz Angola in den Jahren 1952, 1959, 1960, 1961 und 1964.
Noch vor der Unabhängigkeit Angolas von Portugal nahm der Verein 1973 seine heutige Bezeichnung an. Der größte Erfolg des Vereines nach der Unabhängigkeit 1975 war der Pokalsieg 1980, der Taça de Angola. Auch wenn der Wettbewerb noch nicht offiziell war, qualifizierte sich der Verein für den African Cup Winners’ Cup 1981. Dort aber verloren sie ihre beiden Spiele sehr deutlich und schieden bereits in der ersten Runde aus. 1979 standen sie im Finale von Luanda um die angolanische Meisterschaft, verloren dieses aber knapp mit 1:2 gegen CD Primeiro de Agosto. Nach einer schwächeren Phase mit Abstieg stiegen sie zur Saison 2012 wieder in die höchste angolanische Liga auf, den Girabola. Die Saison beendete der Verein dann auf dem letzten Platz (16.) und stieg erneut ab.

## Erfolge
- Angolanischer Meister: 1952, 1959, 1960, 1961, 1964
- Angolanischer Pokalsieger: 1980

## Statistik in den CAF-Wettbewerben
| Saison | Wettbewerb               | Runde    | Land    | Verein       | Heim | Auswärts |
| ------ | ------------------------ | -------- | ------- | ------------ | ---- | -------- |
| 1981   | African Cup Winners’ Cup | 1. Runde | Kamerun | Union Douala | 1:7  | 0:6      |

## Spieler
- Akwá (1993)